# Lamellaire microstructuur

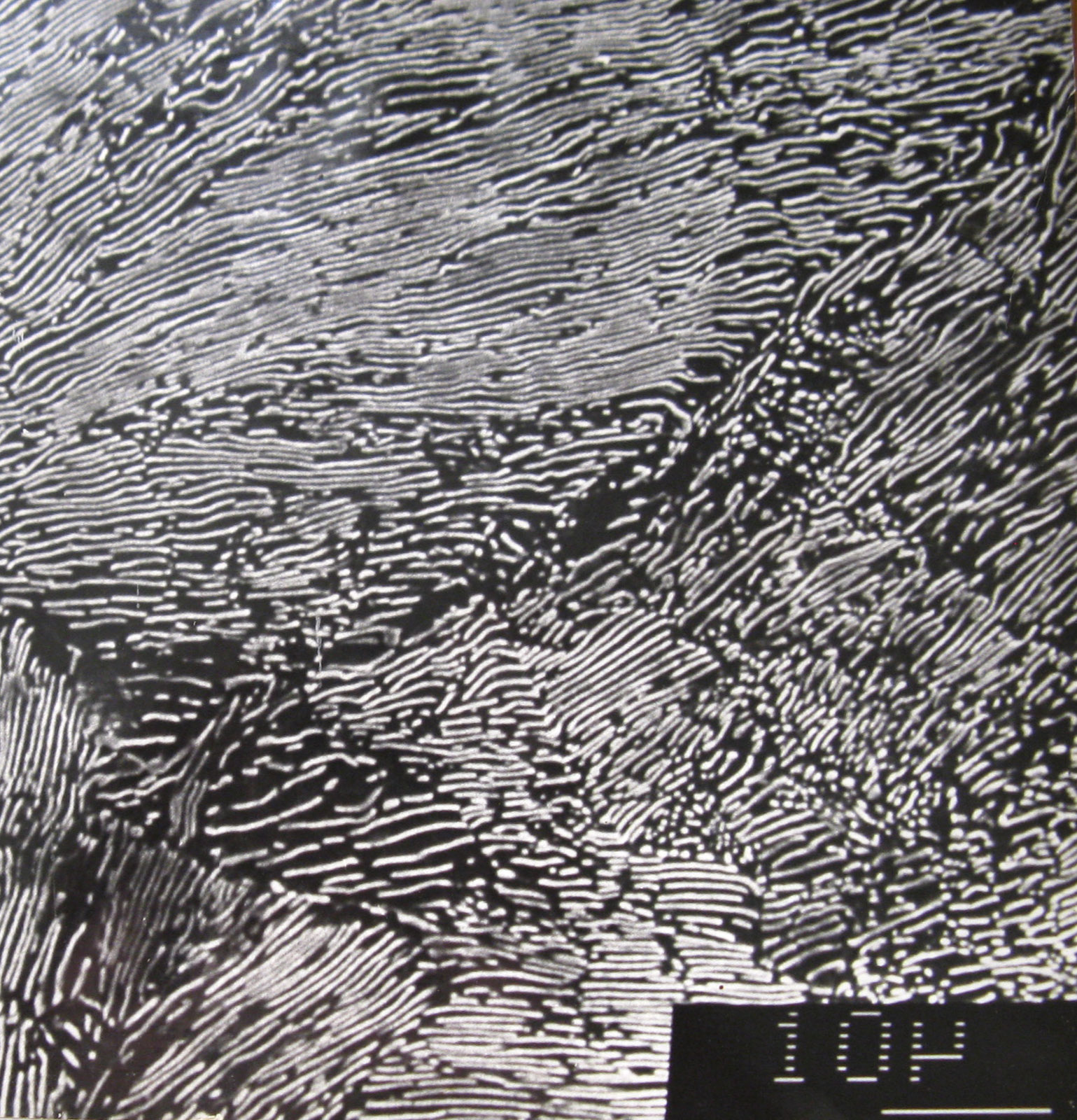
Dunne lamellae in een microstructuur van perliet: ferriet en cementiet liggen om en om als lamellae naast elkaar binnen de voormalige austeniet-korrels

Het ijzer-koolstofdiagram weergeeft verschillende fases van staal. Zo ook het eutectische perliet (V-vormige hoek) welke wordt gevormd uit lamellae van ferriet en cementiet.

Lamellaire microstructuren zijn microstructuren met fasen in de vorm van laagjes of vlokken, welke zeer klein zijn, maar zichtbaar worden onder een microscoop. Deze fasen zitten in een matrix of liggen tegen of op elkaar in fijne, afwisselende lagen van verschillende materialen, welke lamellae worden genoemd. Ze worden vaak waargenomen in gevallen, zoals gebeurd bij een snelle afkoeling van eutectische of eutectoïde systemen. Hier zal tijdens de thermodynamische faseovergang verschillende fasen in lamellae (laagjes) afwisselend aan elkaar groeien. Het fasetransformatie-front beweegt snel en laat twee vaste fasen achter.

## Vorming
Eutectitische systemen of eutectoïden vormen omstandigheden die het materiaal dwingen fasen van verschillende samenstelling te vormen, maar laten weinig tijd toe voor diffusie om de evenwichtssamenstellingen van die fasen te produceren. Fijne, dunne lamellae lossen dit probleem op door de diffusie-afstand tussen fasen te verkorten, waardoor er dunne plaatjes naast elkaar of in een matrix ontstaan. Hun hoge oppervlakte-energie maakt ze echter onstabiel en vatbaar voor breuk. Dit gebeurt bijvoorbeeld tijdens gloeien, wanneer de temperatuursverhoging en tijd de diffusie wel toelaat.
Een dieper eutecticum (scherpere hoek) of snellere afkoeling zal resulteren in fijnere lamellae. Namelijk, wanneer de dikte van een individuele lamella nul nadert, zal het systeem in plaats daarvan zijn hoge temperatuurstructuur behouden. Twee veelvoorkomende fenomenen hiervan zijn het afkoelen van een vloeistof om een amorfe vaste stof te vormen, en het afkoelen van eutectisch austeniet om martensiet te vormen.

## Voorbeelden
In de microstructuur van materialen kan een afwisselend patroon van laagjes, de lamellae, te zien zijn, dit wordt een lamellaire microstructuur genoemd. Dit verschijnsel treedt bijvoorbeeld op in eutectische metalen, waar tijdens een thermodynamische faseovergang verschillende fasen in laagjes afwisselend aan elkaar groeien of in dunne vlokken door een matrix heen groeien. Soldeertin is een voorbeeld van een eutectisch systeem waarbij dit fenomeen voorkomt. Voorbeelden van bekende metalen en structuren waarbij dit verschijnsel wordt gevormd vanuit een eutectoïde zijn perliet en lamellair gietijzer.

## Benaming
De term lamellaire microstructuur wordt gebruikt voor structuren die in lamellae boven of naast elkaar zijn geplaatst en voor vlokvormige lamellae in een matrix.  De Widmanstättenstructuur en aciculaire (naald-vormige) microstructuur lijken erg veel op de lamellaire microstructuur. Ze worden veel door elkaar gebruikt en duidelijk vastgelegde definities, om de structuren te kunnen onderscheiden, ontbreken.
De Widmanstättenstructuur bestaat ook uit lamellae, maar deze term wordt in het algemeen gebruikt voor structuren in meteorieten met lamellae in de vorm van een "geweven mand". Of voor structuren die bredere en grotere lamella hebben en langere, bredere korrelgrenzen, dan de lamellaire microstructuur. Waar de Widmanstättenstructuur zichtbaar is met het blote oog (ordegrootte van millimeters), wordt voor de lamellaire microstructuur meestal aangenomen dat deze alleen zichtbaar is onder een microscoop (ordegrootte van micrometers). Aangezien de definite van de term niet duidelijk is vastgelegd, is het aan de auteur zelf een keuze te maken of de term Widmanstättenstructuur voor de benaming van een specifieke structuur bestaande uit lamellae juist is.

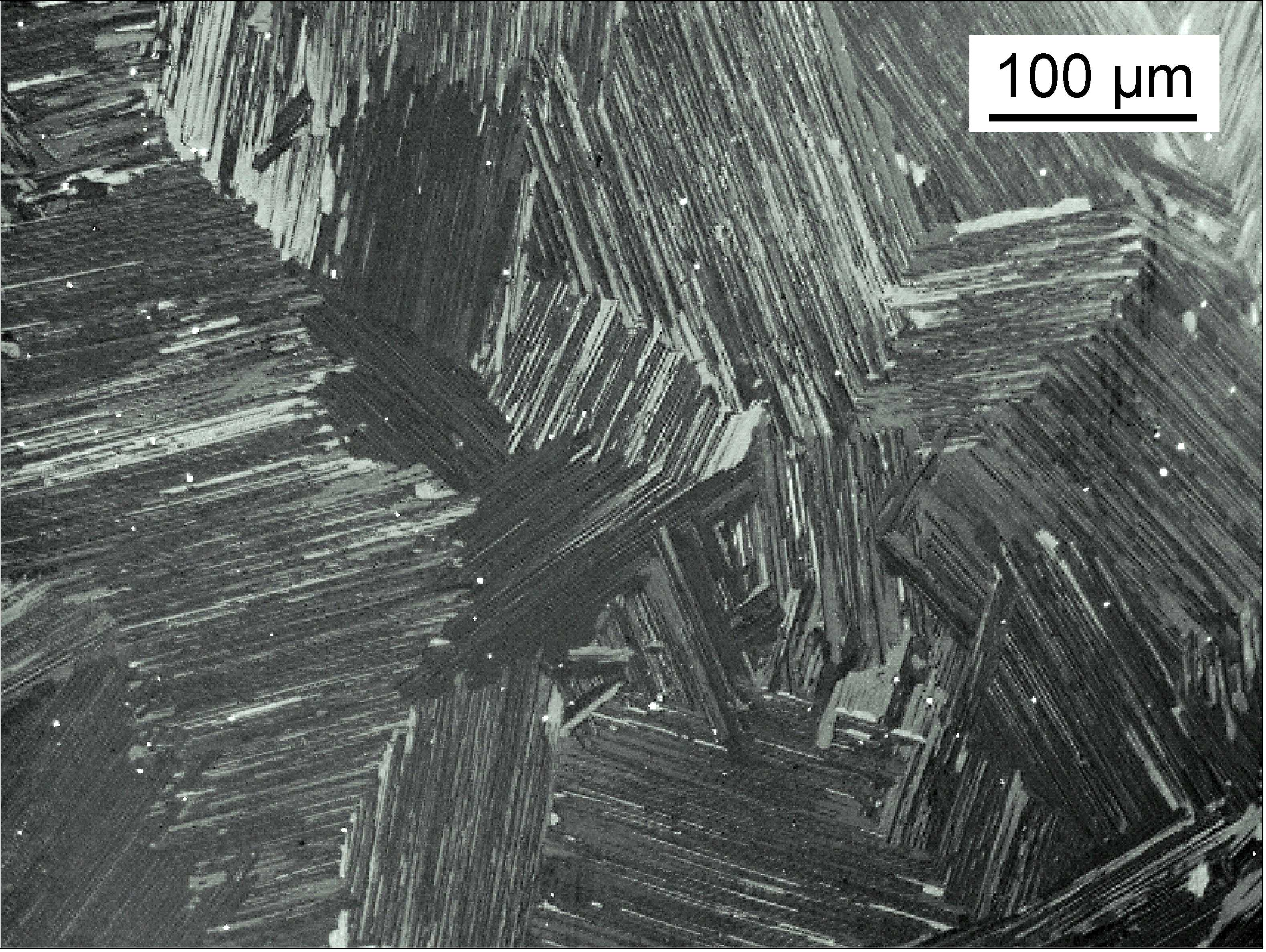
Titaniumaluminium-legering met lamellaire microstructuur.
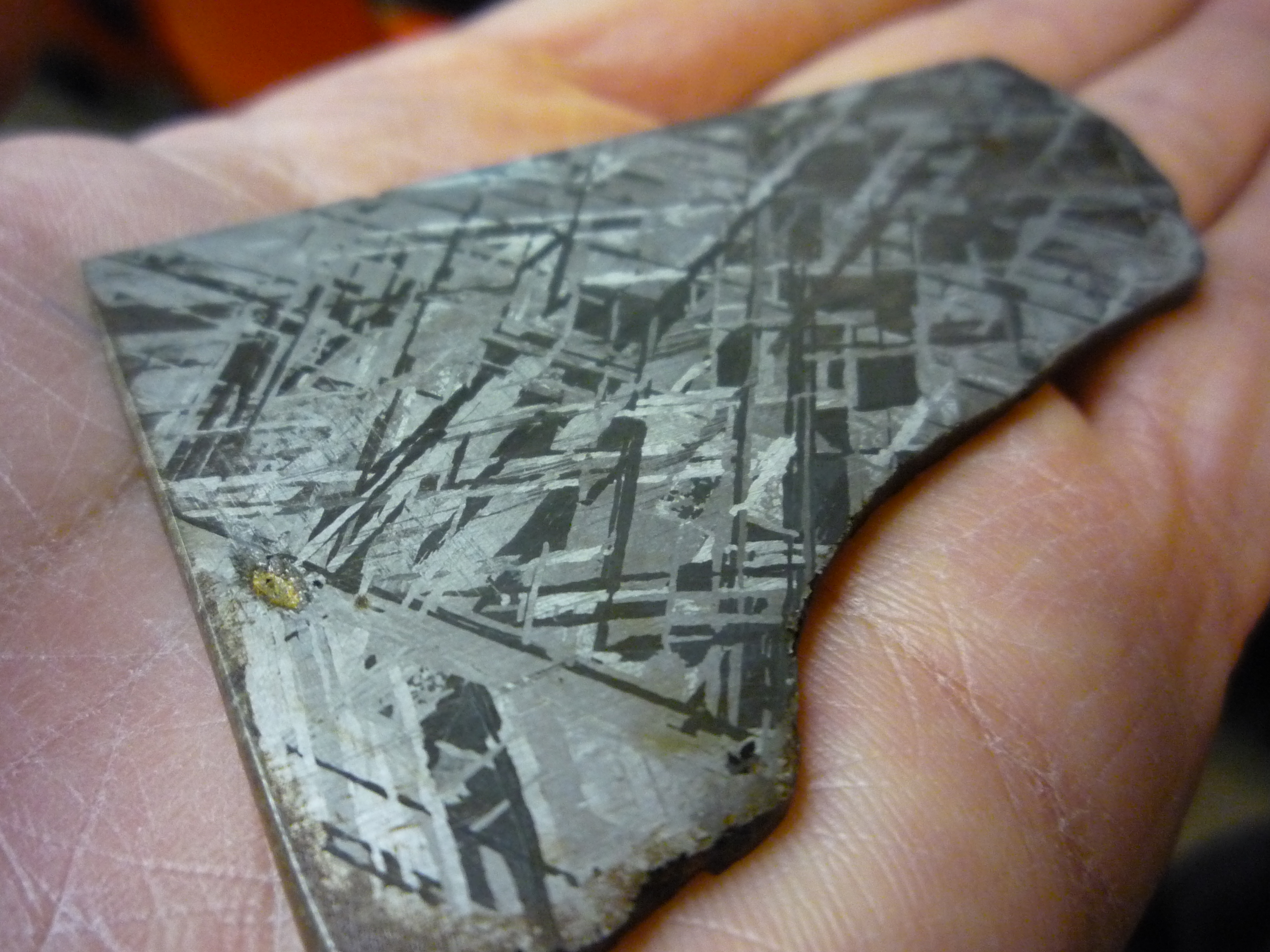
Widmanstättenstructuur op een ijzernikkel-meteoriet welke op een hand ligt om de grootte van de lamellae aan te geven
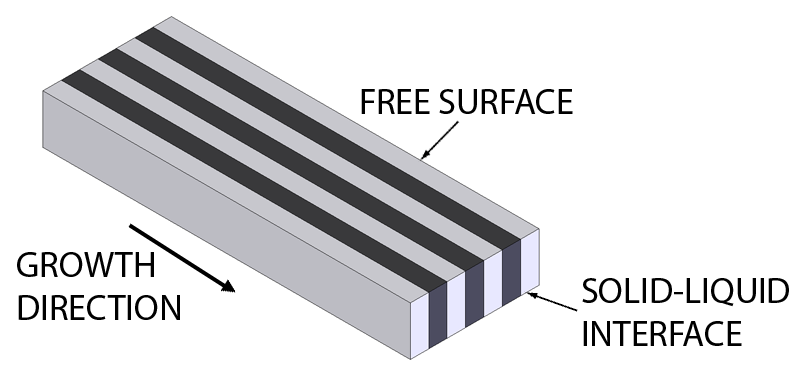
Een schematische weergave van een lamellaire microstructuur in een eutectisch systeem.